# Beata Habrzyk
Beata Habrzyk po mężu Podobińska (ur. 13 kwietnia 1955 w Siemianowicach Śląskich) – polska lekkoatletka, specjalistka pchnięcia kulą, wielokrotna mistrzyni Polski.

## Kariera
Zdobyła mistrzostwo Polski w pchnięciu kulą  na otwartym stadionie w 1977, 1978 i 1979, wicemistrzostwo w 1975 oraz brązowe medale w 1974, 1976 i 1981. Była również trzykrotną finalistką mistrzostw Polski w rzucie dyskiem. Była halową mistrzynią Polski w pchnięciu kulą w 1974, 1977, 1978 i 1979 oraz wicemistrzynią w 1975.
Zajęła 6. miejsca w finałach Pucharu Europy w 1977 w Helsinkach i Pucharu Europy w 1979 w Turynie. Była trzecia w Pucharze Narodów w 1978 w Tokio.
W latach 1974-1978 startowała w jedenastu meczach reprezentacji Polski, odnosząc 3 zwycięstwa indywidualne.
Jest byłą halową rekordzistką Polski juniorów w pchnięciu kulą – 16,46 m osiągnięty 24 lutego 1974 w Katowicach.
Rekordy życiowe:
| Konkurencja           | Data i miejsce       | Wynik |
| --------------------- | -------------------- | ----- |
| pchnięcie kulą        | 13 maja 1979, Zabrze | 19,10 |
| pchnięcie kulą (hala) | 1979                 | 17,90 |
| rzut dyskiem          | 20 maja 1979, Zabrze | 55,92 |

Była zawodniczką Piasta Gliwice i Górnika Zabrze.